# فيروز هانم (فلم)
فيروز هانم (بالعربية: السيدة فيروز)، فيلم سينمائي مصري تم إنتاجه عام 1951، من إخراج عباس كامل وبطولة فيروز، تحية كاريوكا، حسن فايق، عبد الفتاح القصري.

## فريق العمل
إخراج وتأليف: عباس كامل

إنتاج: شركة الأفلام المتحدة

### تمثيل
- فيروز
- تحية كاريوكا
- حسن فايق
- عبد الفتاح القصري
- استيفان روستي
- فردوس محمد
- محمد البكار
- لولا عبده
- عبد المنعم إسماعيل
- حسن اتلة